# J'irai dormir chez vous
 (juin 2019).
Si vous disposez d'ouvrages ou d'articles de référence ou si vous connaissez des sites web de qualité traitant du thème abordé ici, merci de compléter l'article en donnant les références utiles à sa vérifiabilité et en les liant à la section « Notes et références ».
J'irai dormir chez vous est une émission de télévision française de documentaire, animée par Antoine de Maximy.
Elle est diffusée sur les chaînes Voyage et Canal+ à partir de 2004, sur France 5 à partir de 2005 et sur RMC Découverte à partir de 2021.
L'animateur part à la rencontre des habitants de différents pays du monde, avec pour objectif de se faire inviter à dormir chez eux.

## Concept
Seul et équipé de trois caméras, l'animateur Antoine de Maximy voyage dans un pays différent à chaque épisode. Il tente de faire connaissance avec les personnes qu'il croise sur sa route, cherchant à approfondir la relation avec certaines d'entre elles, afin de partager un moment d'échanges plus ou moins long. Son objectif est de se faire inviter à dormir dans leur habitation, ce prétexte servant en réalité à occasionner des moments télévisuels captivants. L'intention de découvrir le mode de vie et les coutumes de ses hôtes est l'un des aspects de l'émission, mais le souhait premier d'Antoine est de rencontrer des personnalités atypiques pour rendre les situations singulières et imprévisibles. Il en résulte des moments parfois amusants, tristes ou inquiétants. Certains de ses interlocuteurs n'hésitent pas à faire entrer Antoine dans leur quotidien et leur intimité, à lui faire part de leur joies et de leurs peines.
Les périples du globe-trotter à la chemise rouge sont spontanés, soumis aux hasards des rencontres humaines, en dehors des commodités touristiques habituelles. Régulièrement, il parvient à ses fins en s'invitant à manger et à dormir chez les gens qu'il interroge. Certaines rencontres sont superficielles ou furtives, d'autres sont intenses ou profondes, le pays se décline au gré des récits de ses habitants et de la découverte de leurs foyers, familles, loisirs ou métiers.
Sur le terrain, Antoine dit aux personnes rencontrées qu'il est un voyageur filmant son périple, mais ne précise pas toujours que le contenu est destiné à une émission de télévision.

## Production
- Si vous ne connaissez pas le sujet, laissez ce bandeau (vous pouvez alors contacter les auteurs).
- Si vous supprimez le contenu mis en cause (vous pouvez préalablement contacter les auteurs),

argumentez précisément cette suppression dans la page de discussion
(un manque de référence n'est pas un argument ; une recherche réelle de référence doit avoir été effectuée, être formellement documentée).

### Voyages et rencontres
Le choix des pays visités est fait par Antoine de Maximy selon l'envie du moment. Certains pays sont évités en raison du risque encouru. Antoine arrive « sans aucune préparation » dans le pays choisi, ce qui présente l'avantage de pouvoir laisser libre cours à l'évolution de son séjour. En revanche, une préparation matérielle minimum est nécessaire, elle varie d'un pays à l'autre mais se fait généralement en quelques heures. Sur place, les voyages durent une quinzaine de jours et rien n'est prévu hormis la réservation de billets d'avion pour des vols intérieurs lorsque c'est nécessaire. Un hôtel est presque toujours payé et réservé au cas où il ne trouverait personne pour l'accueillir.
Antoine aborde très ouvertement les gens lors de ses déambulations. S'il les sent réceptifs, il leur demande s'il peut aller passer la nuit chez eux. Lorsqu'il arrive à ses fins, il essaye toujours d'offrir un présent aux gens pour les remercier de leur accueil (généralement de la nourriture), mais ne souhaite pas faire don d'argent car il pense que cela fausserait le lien qu'il tente d'établir avec eux. Il l'explique dans l'épisode sur le Vanuatu, dans lequel il a dû payer afin de séjourner dans un village traditionnel. Les personnes qui ont accepté de l'accueillir reçoivent la vidéo de l'émission, mais aussi des photos lorsqu'elles sont très pauvres et ne peuvent visionner le documentaire. Étonnamment, les gens répondent très rarement et peu ont gardé le contact avec Antoine, ce qu'il explique par la rapidité de rencontres qui ne permettent pas de lier de solides liens d'amitié. Antoine parle et comprend l'anglais et l'espagnol. Lorsqu'il est confronté à des langues qu'il ne connait pas, il doit essayer de se faire comprendre par d'autres moyens (mimiques, gestes, etc.).
Les rencontres se passent généralement bien mais il dit avoir eu parfois peur : au Québec (dans le village d'Inujjuaq) où un Inuit sous l'emprise de drogues lui casse sa caméra, ou dans un village au Vanuatu où les gens réclament avec insistance de l'argent. Il a eu aussi maille à partir avec des skinheads dans un bar de Berlin dans lequel il est entré sans en connaître le type de clientèle. Un client du bar brisera finalement le bras de sa caméra personnelle, l'incitant à sortir. Dans l'épisode aux Caraïbes, il est témoin d'une fusillade dans un bar de Sainte-Lucie.

### Tournage, montage et diffusion
Aucun cadreur ne suit Antoine de Maximy qui doit donc utiliser divers dispositifs pour se filmer et filmer son environnement. L'idée d'une caméra cachée a été rejetée d'emblée pour des raisons techniques, mais aussi parce que cela ne correspondait pas à l'esprit voulu par Antoine. Il porte deux caméras paluches fixées sur lui : l'une, de taille réduite, est accrochée à la bretelle de son sac à dos et filme les gens qui lui font face ; l'autre caméra est beaucoup plus voyante, car elle est fixée à un bras latéral articulé qui est accroché à un harnais qui le ceinture et permet de filmer son visage (depuis une distance de 30 à 40 centimètres). Le tout est enregistré dans deux magnétoscopes situés dans son sac à dos et un système de télécommande lui permet de contrôler l'enregistrement. Le montage ultérieur alterne les vues et rythme les séquences (parfois très courtes).
Il porte également une caméra à main plus grosse que les deux autres, lui permettant de réaliser des plans plus larges en visée libre et de meilleure qualité. Ainsi, Antoine filme au jugé sans jamais utiliser de viseur, ce qui lui permet de parler de façon naturelle aux personnes qu'il rencontre.
Chaque cassette est minutieusement analysée par Antoine qui laisse ensuite des indications pour le montage sur ce qu'il souhaite montrer. Le monteur travaille seul trois semaines pendant lesquelles Antoine repart en voyage. À son retour, ils affinent le montage tous les deux ce qui permet à Antoine d'avoir du recul. Les séquences où il ne se passe rien de spécial sont enlevées à moins qu'elles soient révélatrices de l'ambiance du tournage. Pour le reste, même les rencontres qui se passent mal sont gardées puisqu'elles font partie de la réalité du voyage. Il arrive, par exemple, qu'Antoine se fasse éconduire ou offrir du thé, autre manière de ne pas l'accueillir plus avant. Les arrangements restent rares, même s'il arrive parfois que le voyage soit raconté dans un ordre différent de celui tourné.
Les deux premières saisons étaient retransmises au format 4/3 puis à partir du 25 avril 2009, France 5 commence la diffusion au format 16/9 avec l'épisode se déroulant à Cuba, le premier de la troisième saison.
À partir de 2021, l'émission phare change de chaîne en basculant sur RMC Découverte après 15 ans de diffusion sur France 5.

## Liste des épisodes
| Ordre tournage | N° d'épisode dans saison | Pays et régions                          | Date de diffusion | Chaîne         | Audiences         |
|                | Saison 1                 | Saison 1                                 | Saison 1          | Saison 1       |                   |
| -------------- | ------------------------ | ---------------------------------------- | ----------------- | -------------- | ----------------- |
| 5              | 1                        | Japon                                    | 1er juillet 2005  | Canal+         | NC                |
| 7              | 2                        | Maroc                                    | 8 juillet 2005    | Canal+         | NC                |
| 1              | 3                        | Mali                                     | 15 juillet 2005   | Canal+         | NC                |
| 2              | 4                        | Québec ( Canada)                         | 22 juillet 2005   | Canal+         | NC                |
| 3              | 5                        | Vanuatu                                  | 29 juillet 2005   | Canal+         | NC                |
| 8              | 6                        | Inde                                     | 5 août 2005       | Canal+         | NC                |
| 10             | 7                        | Suisse                                   | 12 août 2005      | Canal+         | NC                |
| 9              | 8                        | Chili                                    | 19 août 2005      | Canal+         | NC                |
| 6              | 9                        | Australie                                | 26 août 2005      | Canal+         | NC                |
| 4              | 10                       | France                                   | 2 septembre 2005  | Canal+         | NC                |
| 14             | 11                       | Chine                                    | 29 juin 2006      | France 5       | NC                |
| 16             | 12                       | Éthiopie                                 | 6 juillet 2006    | France 5       | NC                |
| 13             | 13                       | Cambodge                                 | 3 août 2006       | France 5       | NC                |
| 17             | 14                       | Émirats arabes unis                      | 24 août 2006      | France 5       | NC                |
| 15             | 15                       | Roumanie                                 | 2 décembre 2006   | France 5       | NC                |
| 12             | 16                       | Belgique                                 | 9 décembre 2006   | France 5       | NC                |
| 11             | 17                       | Sud de la France                         | 16 décembre 2006  | France 5       | NC                |
| 19             | 18                       | Madagascar                               | 23 décembre 2006  | France 5       | NC                |
| 20             | 19                       | Bolivie / Pérou                          | 30 décembre 2006  | France 5       | NC                |
| 18             | 20                       | Royaume-Uni                              | 6 janvier 2007    | France 5       | NC                |
|                | Saison 2                 |                                          |                   |                |                   |
| 21             | 1                        | Israël                                   | 9 septembre 2007  | France 5       | NC                |
| 23             | 2                        | Polynésie française                      | 16 septembre 2007 | France 5       | NC                |
| 24             | 3                        | Portugal                                 | 23 septembre 2007 | France 5       | NC                |
| 22             | 4                        | Finlande                                 | 30 septembre 2007 | France 5       | NC                |
|                | Saison 3                 |                                          |                   |                |                   |
| 25             | 1                        | Cuba                                     | 25 avril 2009     | France 5       | NC                |
| 29             | 2                        | Nouvelle-Zélande                         | 9 mai 2009        | France 5       | NC                |
| 30             | 3                        | Indonésie                                | 16 mai 2009       | France 5       | NC                |
| 27             | 4                        | Iran                                     | 23 mai 2009       | France 5       | NC                |
| 26             | 5                        | Grèce                                    | 30 mai 2009       | France 5       | NC                |
| 28             | 6                        | Mexique                                  | 20 juin 2009      | France 5       | NC                |
|                | Saison 4                 |                                          |                   |                |                   |
| 33             | 1                        | Corée du Sud                             | 1er octobre 2011  | France 5       | NC                |
| 32             | 2                        | Ghana                                    | 8 octobre 2011    | France 5       | NC                |
| 35             | 3                        | Mongolie                                 | 15 octobre 2011   | France 5       | NC                |
| 31             | 4                        | Hawaï ( États-Unis)                      | 22 octobre 2011   | France 5       | NC                |
| 34             | 5                        | Albanie                                  | 29 octobre 2011   | France 5       | NC                |
|                | Saison 5                 |                                          |                   |                |                   |
| 36             | 1                        | Californie ( États-Unis)                 | 23 décembre 2013  | France 5       | NC                |
| 40             | 2                        | Namibie                                  | 11 octobre 2014   | France 5       | NC                |
| 38             | 3                        | Argentine                                | 18 octobre 2014   | France 5       | NC                |
| 37             | 4                        | Allemagne                                | 25 octobre 2014   | France 5       | NC                |
| 39             | 5                        | Birmanie                                 | 1er novembre 2014 | France 5       | NC                |
| 42             | 6                        | Cap-Vert                                 | 8 novembre 2014   | France 5       | NC                |
| 41             | 7                        | Espagne                                  | 15 novembre 2014  | France 5       | NC                |
|                | Saison 6                 |                                          |                   |                |                   |
| 43             | 1                        | Irlande                                  | 2 juillet 2015    | France 5       | NC                |
| 44             | 2                        | Uruguay                                  | 9 juillet 2015    | France 5       | NC                |
| 45             | 3                        | Les Caraïbes ( Sainte-Lucie et Barbade)  | 16 juillet 2015   | France 5       | NC                |
| 46             | 4                        | Italie                                   | 12 septembre 2015 | France 5       | NC                |
| 47             | 5                        | Kirghizistan                             | 19 septembre 2015 | France 5       | NC                |
|                | Saison 7                 |                                          |                   |                |                   |
| 48             | 1                        | Bhoutan                                  | 14 juillet 2016   | France 5       | 938 000 (5,2 %)   |
| 49             | 2                        | Croatie                                  | 14 juillet 2016   | France 5       | 938 000 (5,2 %)   |
| 50             | 3                        | Colombie                                 | 21 juillet 2016   | France 5       | 791 000 (4,1 %)   |
| 51             | 4                        | Malte                                    | 21 juillet 2016   | France 5       | 791 000 (4,1 %)   |
| 52             | 5                        | Malawi                                   | 27 août 2016      | France 5       | NC                |
|                | Saison 8                 |                                          |                   |                |                   |
| 53             | 1                        | Nicaragua                                | 15 juin 2017      | France 5       | 900 000 (4 %)     |
| 54             | 2                        | Bosnie-Herzégovine                       | 22 juin 2017      | France 5       | 826 000 (3,7 %)   |
| 55             | 3                        | Thaïlande                                | 29 juin 2017      | France 5       | 1 236 000 (5,3 %) |
| 56             | 4                        | Tanzanie                                 | 6 juillet 2017    | France 5       | 1 107 000 (5,2 %) |
| 57             | 5                        | Pays-Bas                                 | 13 juillet 2017   | France 5       | 785 000 (4,3 %)   |
|                | Saison 9                 |                                          |                   |                |                   |
| 58             | 1                        | Arménie                                  | 5 juillet 2018    | France 5       | 1 080 000 (5 %)   |
| 59             | 2                        | Philippines                              | 5 juillet 2018    | France 5       | 1 150 000 (5,5 %) |
| 60             | 3                        | Kiribati                                 | 12 juillet 2018   | France 5       | 821 000 (4,2 %)   |
|                | Saison 10                |                                          |                   |                |                   |
| 61             | 1                        | Chypre                                   | 20 juin 2019      | France 5       | 841 000 (3,9 %)   |
|                | Saison 11                |                                          |                   |                |                   |
| 62             | 1                        | Costa Rica                               | 8 octobre 2021    | RMC Découverte | 499 000 (2,5 %)   |
|                | Saison 12                |                                          |                   |                |                   |
| 63             | 1                        | Côte d'Ivoire                            | 17 juin 2022      | RMC Découverte | 480 000 (2,6 %)   |
| 64             | 2                        | Kazakhstan                               | 28 octobre 2022   | RMC Découverte | 449 000 (2,4 %)   |
|                | Saison 13                |                                          |                   |                |                   |
| 65             | 1                        | Serbie                                   | 21 avril 2023     | RMC Découverte | 623 000 (3,3 %)   |
| 66             | 2                        | Vietnam                                  | 28 avril 2023     | RMC Découverte | 521 000 (2,9 %)   |
| 67             | 3                        | Paraguay                                 | 3 novembre 2023   | RMC Découverte | 479 000 (2,5 %)   |
|                | Saison 14                |                                          |                   |                |                   |
| 68             | 1                        | Algérie                                  | 8 mars 2024       | RMC Découverte | 609 000 (3,4 %)   |
| 69             | 2                        | Taïwan                                   | 10 mai 2024       | RMC Découverte | 442 000 (2,6 %)   |
| 70             | 3                        | Pays baltes ( Estonie Lettonie Lituanie) | 29 novembre 2024  | RMC Découverte | 339 000 (2 %)     |
|                | Saison 15                |                                          |                   |                |                   |
| 71             | 1                        | Géorgie                                  | 28 février 2025   | RMC Découverte | 393 000 (2,2 %)   |
| 72             | 2                        | Oman                                     | 20 juin 2025      | RMC Découverte | 246 000 (1,6 %)   |
| 73             | 3                        | Salvador                                 | 5 septembre 2025  | RMC Découverte | NC                |

## Déclinaisons de la série documentaire

### Longs métrages

#### J'irai dormir à Hollywood
Une version pour le cinéma a vu le jour, intitulée J'irai dormir à Hollywood, sortie en 2008. Le road movie se déroule de New York à Los Angeles où Antoine essaiera cette fois de se faire inviter par des stars.
Le projet d'un long métrage aux États-Unis était prévu depuis longtemps. Il est équipé de façon un peu plus pointue avec des caméras HD et une grue faite sur place avec des éléments trouvés au fur et à mesure de son voyage.
Au total, le film réalise 215 408 entrées en France et est nommé aux César du cinéma 2009 dans la catégorie meilleur film documentaire.

#### J'irai mourir dans les Carpates
Le 16 mai 2019, Antoine de Maximy présente son projet de long-métrage intitulé J'irai mourir dans les Carpates, dont le tournage est prévu en septembre 2019. Il fait appel au financement participatif, via la plateforme KissKissBankBank, pour financer la production de ce film.
Il s'agit d'une fiction dérivée de la série documentaire. Elle met en scène la disparition d'Antoine de Maximy en plein tournage d'un épisode de J'irai dormir chez vous et l'enquête qui en découle.
J'irai mourir dans les Carpates sort au cinéma le 16 septembre 2020 et réalise près de 100 000 entrées en France.
Le film est diffusé pour la première fois en clair à la télévision française le 5 juillet 2023 à 21h00 sur la chaîne France 5. Il réunit 615 000 téléspectateurs (soit 3,3 % du public).

### Hors-séries

#### J'irai dormir à Bollywood
En 2011 il tourne J'irai dormir à Bollywood, sur le même modèle que son long métrage J'irai dormir à Hollywood mais pour la télévision cette fois-ci. Il reprend le même concept que la série, en traversant l'Inde d'est en ouest. Il est diffusé le 18 décembre 2011 sur France 5.

#### J'irai dormir en Amérique
À partir du 19 décembre 2011, la chaîne publique France 5 diffuse une version alternative du film J'irai dormir à Hollywood, sous la forme de huit épisodes de 26 minutes comprenant des séquences du long métrage auxquelles sont ajoutées des séquences inédites qui n'ont pas été retenues au montage initial. Cette version longue déclinée en épisodes est intitulée J'irai dormir en Amérique.

#### J'irai dormir chez les Maharadjahs
À partir du 27 février 2012, une version du film J'irai dormir à Bollywood est diffusée sur France 5 sous la forme de dix épisodes de 26 minutes intitulés J'irai dormir chez les Maharadjahs. Des séquences inédites y ont été ajoutées.

#### J'irai dormir chez l'homme qui brûle
Le 3 janvier 2014, France 5 diffuse J'irai dormir chez l'homme qui brûle où pour la première fois, Antoine de Maximy reste au même endroit tout au long du voyage. En effet, ce documentaire est consacré au festival Burning Man ayant lieu chaque année fin août dans le désert de Black Rock dans le Nevada. Cet épisode spécial rassemble alors 1 274 000 téléspectateurs (2,5 %).
Le 28 août 2021, à l'occasion de l'arrivée de l'émission sur la chaîne RMC Découverte, une version inédite, allongée de 17 minutes, est diffusée à 21h05.

#### J’irai dormir chez les Gaulois
Après avoir proposé deux épisodes de J'irai dormir chez vous en France, ainsi que trois émissions spéciales en direct, Antoine de Maximy consacre désormais une émission totalement dédiée à la rencontre des français, J'irai dormir chez les Gaulois.
Dans ce programme inédit diffusé sur RMC Découverte, Antoine part à la rencontre de personnes vivant autrement et pouvant parfois être considérés comme d’irréductibles Gaulois. « Je pars à la rencontre de gens qui n'aiment pas forcément les caméras, qui ne sont pas forcément facile d'accès car ils sortent de l'ordinaire, et qui acceptent d'être filmé parce qu'ils me connaissent, ils savent que je vais respecter ce qu'ils vont me dire. Ce sont des personnes qui ont un parcours original et qui vivent dans des conditions qui le sont aussi ».

### Émissions spéciales

#### J'irai dormir chez vous, le direct
Après un premier succès diffusé sur le web avec J'irai dormir dans le web, Antoine de Maximy retente l'expérience en direct pour la première fois à la télévision, le 4 avril 2015 sur France 5. Antoine est cette fois en direct d'Arras, dans la région Nord-Pas-de-Calais. L'émission est diffusée durant 52 minutes sur France 5, puis continue pendant une heure sur le site Internet de la chaîne. L'expérience est renouvelée en automne 2015 pour trois nouvelles émissions.
| Épisode | Pays     | Ville  | Région               | Chaîne   | Date de diffusion |
| ------- | -------- | ------ | -------------------- | -------- | ----------------- |
| 1       | France   | Arras  | Nord-Pas-de-Calais   | France 5 | 4 avril 2015      |
| 2       | France   | Sète   | Languedoc-Roussillon | France 5 | 26 septembre 2015 |
| 3       | France   | Épinal | Lorraine             | France 5 | 3 octobre 2015    |
| 4       | Belgique | Namur  | Wallonie             | France 5 | 10 octobre 2015   |

Le concept est globalement le même que la série documentaire : découvrir la ville qu'il visite, rencontrer les gens, et chercher chez qui il passera la nuit, la difficulté étant de réaliser en une heure ce qu'il tourne habituellement en quinze jours. Antoine est équipé de deux caméras fixées sur lui, et un cadreur l'accompagne dans ses escapades. Il dispose aussi d'une oreillette pour rester en liaison avec la régie, ce qui permet aux internautes de lui proposer toutes sortes de défis via les réseaux sociaux.

#### Spéciale J'irai dormir chez vous
Les émissions Spéciale J'irai dormir chez vous comprennent la diffusion d'un épisode agrémenté d'images inédites et d'anecdotes d'Antoine de Maximy. Il présente les premières émissions dans un décor de bureau et les suivantes dans la véritable cuisine de son domicile.
Les quatre premières Spéciale J'irai dormir chez vous sur France 5 reprennent des épisodes déjà diffusés. À partir de la diffusion sur RMC Découverte, tous les épisodes inédits sont présentés sous ce format.
| Titre de l'émission                         | Pays     | Date de diffusion | Chaîne   | Audiences       |
| ------------------------------------------- | -------- | ----------------- | -------- | --------------- |
| Spéciale J'irai dormir chez vous : Malawi   | Malawi   | 14 juin 2018      | France 5 | 856 000 (3,7 %) |
| Spéciale J'irai dormir chez vous : Espagne  | Espagne  | 27 juin 2019      | France 5 | 816 000 (4,1 %) |
| Spéciale J'irai dormir chez vous : Uruguay  | Uruguay  | 4 juillet 2019    | France 5 | 843 000 (4,3 %) |
| Spéciale J'irai dormir chez vous : Cap-Vert | Cap-Vert | 11 juillet 2019   | France 5 | 830 000 (4,5 %) |

Dans la Spéciale J'irai dormir chez vous : Malawi, Antoine de Maximy nous montre des images inédites de son retour dans le pays pour retrouver l'une de ses habitantes qu'il avait rencontré. Une cagnotte constituée par des téléspectateurs touchés par son histoire lui a été remise par Antoine et il en profitera pour lui montrer l'épisode de J'irai dormir chez vous qui la concerne.

#### L'intégrale J'irai dormir chez vous
Le 28 octobre 2021, Antoine de Maximy annonce sur ses médias sociaux une nouvelle série d'émission, appelée L'intégrale J'irai dormir chez vous. Le principe est de revenir sur les premières émissions en y ajoutant des images inédites et des révélations sur les coulisses des tournages.
Après trois émissions diffusées, ce format ne sera pas reconduit.
| Titre de l'émission                           | Pays    | Date de diffusion                | Chaîne         | Audiences       |
| --------------------------------------------- | ------- | -------------------------------- | -------------- | --------------- |
| L'intégrale J'irai dormir chez vous : Mali    | Mali    | 12 novembre 2021 15 juillet 2005 | RMC Découverte | 334 000 (1,6 %) |
| L'intégrale J'irai dormir chez vous : Québec  | Québec  | 19 novembre 2021 22 juillet 2005 | RMC Découverte | 416 000 (2,1 %) |
| L'intégrale J'irai dormir chez vous : Vanuatu | Vanuatu | 26 novembre 2021 29 juillet 2005 | RMC Découverte | 425 000 (2 %)   |

Dans L'intégrale J'irai dormir chez vous : Mali, Antoine de Maximy nous montre le tout premier matériel utilisé pour la série, un assemblage expérimental de câble et d'électronique.

### Autres variantes

#### J'irai dormir… de chez vous à Hollywood
Le 15 novembre 2008, France 5 diffuse J'irai dormir… de chez vous à Hollywood, making of commenté en vidéo par Antoine dans lequel il revient sur ses voyages passés et sur le film J'irai dormir à Hollywood.

#### Jeux olympiques
À l'occasion des Jeux olympiques d'été de 2008 et d'hiver 2010 qui ont lieu à Pékin en 2008 et à Vancouver en 2010, le principe de l'émission est repris à l'occasion d'une rubrique quotidienne Un Péquin à Pékin et Givré à Vancouver, pour les magazines sportifs Un jour à Pékin et Avancouver sur France 2. Antoine se promène dans Pékin, puis dans Vancouver et essaie de communiquer avec les habitants. La rubrique ne dure que quelques minutes et Antoine n'essaie pas forcément de s'inviter chez les habitants.

#### Tour de France
Pendant le Tour de France 2009, il réalise et anime J'irai faire un Tour chez vous, un programme sous forme de pastilles quotidiennes de 4 minutes, dans lequel il part à la rencontre de personnalités étonnantes en parcourant l'étape avant les cyclistes, diffusés sur France 2 dans L'Après Tour.

#### J'irai dormir dans le web
Pour le lancement de la 5e saison, Antoine de Maximy présente une émission spéciale, intitulée J'irai dormir dans le web. L'émission est diffusée en direct le 8 octobre 2014 sur le site internet de France 5. Pendant deux heures, au volant d'une voiture à pédale, il part à la rencontre des gens à Paris et les internautes choisissent les destinations parmi les choix proposés. Cette émission a recueilli un succès d'audiences numériques, ce qui permettra par la suite de reprendre le même concept pour la télévision.

#### J'irai Rajeunir chez vous
À partir du 23 avril 2020, pendant la période de confinement de la pandémie de Covid-19 en France, l'émission J'irai Rajeunir chez vous est diffusée sur internet, sur la chaine YouTube de J'irai dormir chez vous et sur les différents médias sociaux de l'émission et d'Antoine de Maximy. Dans ce format, filmé face caméra et illustré d'images d'archives, Antoine raconte son parcours professionnel avant le succès de l'émission J'irai dormir chez vous. Il revient sur ses débuts dans le métier et sur les aventures qui ont construit sa carrière. L'émission compte 16 épisodes et est diffusée presque quotidiennement jusqu'au 10 mai 2020, dernier jour de confinement en France.

#### J'irai dormir sur scène
Du 7 au 29 juillet 2023, Antoine De Maximy se produit au festival d'Avignon dans le spectacle seul en scène J'irai dormir sur scène, à l'Archipel Théâtre (et certains jours au Rouge Gorge théâtre).
Dans ce spectacle il nous raconte d'où il vient et surtout les aventures grâce auxquelles il a imaginé J'irai dormir chez vous. En effet, il a commencé par des reportages de guerre, des films animaliers et des documentaires d'expédition scientifique.
À partir du 27 décembre 2023, il monte sur la scène du Théâtre Grand Point Virgule pour plusieurs dates.

#### Parodie
À l'occasion des 20 ans de Groland (2012), une parodie de l'émission (J'irai dormir au Groland) est réalisée avec Antoine de Maximy en personne, qui visite pour l'occasion la « Présipauté de Groland ». Après avoir rencontré quelques personnages décalés et hostiles, l'animateur rencontre une femme âgée sympathique, qui le conduit chez elle où ils sont accueillis par son mari. Il s'avère que les deux vieillards sont un couple de pervers sexuels, qui droguent l'animateur et abusent de lui. L'animateur se réveille le lendemain au bord d'une route, nu avec les séquelles de la nuit passée.
Groland le Zapoï parodie à nouveau l’émission en 2024 avec J'irai habiter chez vous présenté par Antoine de Minimy.

### Publications
- J'irai dormir chez vous, Carnets d'un voyageur taquin, éditions La Martinière Styles, 2011.
- J'irai dormir chez vous : Tome 2, éditions La Martinière Styles, 2015.

## DVD
- À partir du 13 décembre 2006, 15 volumes de la série sont édités en DVD chez MK2.
  - Volume 01 : Japon / Éthiopie
  - Volume 02 : Québec / Mali
  - Volume 03 : Chine / Suisse
  - Volume 04 : Inde / Belgique
  - Volume 05 - Madagascar / France
  - Volume 06 - Chili / Roumanie
  - Volume 07 - Royaume-Uni / Vanuatu
  - Volume 08 - Bolivie-Pérou / Émirats arabes unis
  - Volume 09 - Cambodge / Sud de la France
  - Volume 10 - Australie / Maroc
  - Volume 11 - Israël / Grèce
  - Volume 12 - Mexique / Nouvelle-Zélande
  - Volume 13 - Polynésie / Iran
  - Volume 14 - Cuba / Portugal
  - Volume 15 - Indonésie / Finlande
- Le 13 novembre 2008, MK2 réédite la série sous forme de coffrets de quatre à huit épisodes, à savoir :
  - Coffret 1 : Japon / Éthiopie – Québec / Mali – Chine / Suisse – Inde / Belgique
  - Coffret 2 : Madagascar / France – Chili / Roumanie – Royaume-Uni / Vanuatu – Bolivie-Pérou / Émirats arabes unis
  - Coffret 3 : Cambodge / Sud de la France – Australie / Maroc
  - Coffret 4 : Israël / Grèce - Mexique / Nouvelle-Zélande - Polynésie / Iran - Cuba / Portugal - Indonésie / Finlande
- En 2011, la saison 4 de la série est éditée en coffret 3 DVD chez France Télévisions Distribution.